# Камень (вулкан)
Камень — потухший стратовулкан, расположенный в Восточном вулканическом поясе полуострова Камчатка.

## Общая информация
Находится в центральной части полуострова Камчатка, рядом с Ключевским вулканом. Около вулкана расположены ледник Шмидта и ледник Богдановича. Входит в восточный вулканический пояс. Расположен в Ключевской группе вулканов.

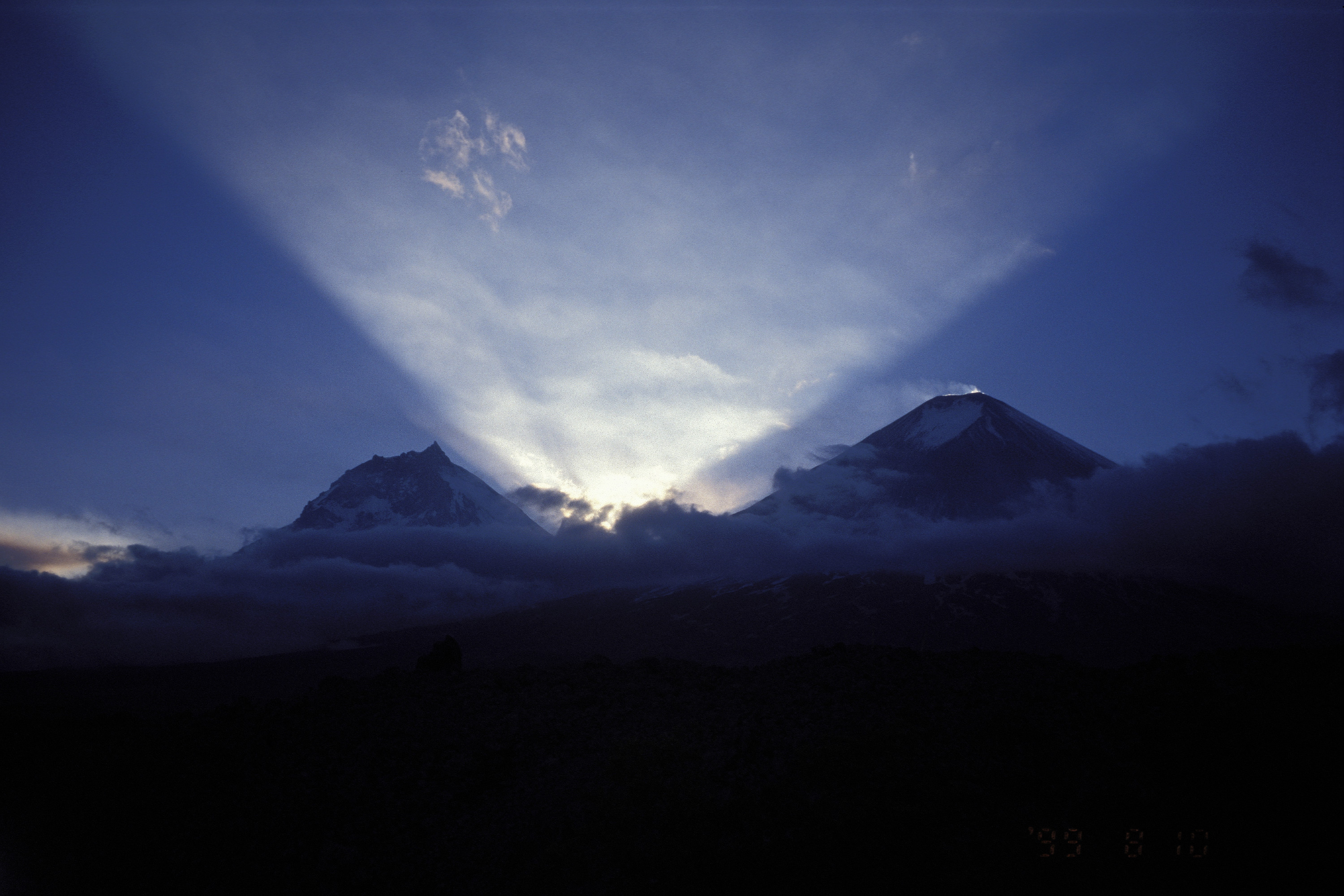
Камень и Ключевская сопка

 При высоте — 4585 м над уровнем моря является вторым по высоте вулканом на Камчатке.
Дата последнего извержения неизвестна, вулканологи предполагают, что вулкан потух в конце плейстоцена. После завершения вулканической деятельности склоны вулкана были сильно разрушены многочисленными обвалами. Породы слагающие его, представлены переслаивающимися лавами андезито-базальтового состава с вкрапленниками пироксена и плагиоклаза.
Восхождения на вершину вулкана Камень совершаются с западной стороны и являются в силу крутизны склонов исключительно альпинистским мероприятием.

## Топографическая карта
- Лист карты O-57-142 Ключи. Масштаб: 1 : 100 000. Состояние местности на 1976 год. Издание 1986 г.